# Vacina isquiorretal
A vacina isquiorretal é aplicada em bovinos para o controle da febre aftosa. Indicada, tal como a via intramuscular, para aplicação da vacina oleosa antiaftosa.
Sua utilização produz resultados satisfatórios quanto a resposta imunitária na comparação com a intramuscular, não interferindo na produção de leite, na prenhez das vacas nem no ganho de peso dos bovinos. Podendo ocorrer em alguns bovinos adultos uma elevação na inserção da cauda (cola levantada), voltando a normalidade entre três e cinco dias.

## Lesões provocadas pelo adjuvante oleoso
O adjuvante oleoso da vacina, que representa 50% do volume da dose vacinal, causa uma reação inflamatória granulomatosa, no local da aplicação da vacina.
Em alguns animais vacinados pela via intramuscular, estas reações conhecidas como nódulo vacinal, tumoração, caroço ou inchaço, podem exteriorizar-se. Após o abate as lesões musculares nas carcaças, podem ser extirpadas pela Inspeção Oficial de Carnes, na desossa no frigorífico, e/ou no açougue, gerando perdas econômicas, ou mesmo causando, muitas vezes, situações incomodas para o consumidor. Estas perdas representam em média 300 a 500 gramas por carcaça, quando não mais, segundo estudos e relatos publicados.
Se contabilizarmos no Brasil, onde a população bovina é de aproximadamente 209 milhões de cabeças, são abatidos 34 milhões/ano, estima-se que, aproximadamente 29 milhões de dólares, correspondentes a 10,2 toneladas de carne são jogados fora. Importante salientar que, além destas perdas, ocorre também a depreciação do valor comercial do quarto dianteiro, e quando não, da picanha do quarto traseiro.
Por outro lado, os bovinos vacinados pela via isquiorretal as lesões estão localizadas internamente, ao lado do reto, sendo de fácil visualização e totalmente removíveis na evisceração, não havendo danos à carcaça, por tanto sem perdas econômicas.

## Localização
A fossa isquiorretal está localizada ao lado do ânus, paralela ao reto do bovino, observando-se nos bovinos jovens um tecido adiposo, enquanto que nos bovinos velhos se visualiza facilmente uma canaleta.